# Run to You (Bryan Adams)
Run to You è una canzone rock scritta da Bryan Adams e Jim Vallance per il quarto album di Adams Reckless del 1984.
È stato il primo singolo ad essere estratto dall'album Reckless ed è stato uno dei maggiori successi del cantante canadese. Infatti il singolo raggiunse la vetta della classifica Billboard Mainstream Rock Tracks, dove rimase per quattro settimane, e la posizione numero sei della Billboard Hot 100. Il singolo fu certificato disco d'oro in Canada nel 1985.

## Composizione
Dopo un tour in Asia, Adams cominciò le registrazioni di Reckless. Le registrazioni di Run to You partirono il 27 marzo 1984 ai Little Mountain Sound Studios di Vancouver, Canada e continuarono per tutta l'estate. Venne poi mixata il 21 settembre a New York da Jim Vallance. La canzone, scritta il 10 gennaio 1983, divenne l'ultimo brano composto per Reckless. Adams e Vallance avevano originariamente scritto la canzone per i Blue Öyster Cult, ma questi la rifiutarono.

## Argomento trattato
La canzone affronta il tema dell'infedeltà ed è cantata dal punto di vista di un uomo che dichiara che continuerà a "correre" verso la sua amante seducente piuttosto che verso la sua fedele compagna.
I'm gonna run to you

Cause when the feelin's right
 
I'm gonna run all night

I'm gonna run to you»
Correrò da te

Perché quando il sentimento è giusto
 
Correrò tutta la notte
 
Correrò da te»
(Bryan Adams, Run to You)

## Il video
Il video prodotto per Run to You è stato girato fra Londra e Los Angeles, dal regista Steve Barron. Il video ottenne cinque nomination agli MTV Video Music Awards del 1985: "Miglior regia", "Migliori effetti speciali", "Miglior direzione artistica", "Miglior montaggio" e "Miglior fotografia". Benché alla fine non ottenne nessuno dei cinque premi, è stato il video ad aver avuto il maggior numero di nomination nella carriera di Adams.

## Tracce
1. Run To You – 3:59
2. I'm Ready – 3:58

## Classifiche

### Classifiche settimanali
| Classifica (1985)             | Posizione massima |
| ----------------------------- | ----------------- |
| Australia                     | 24                |
| Belgio (Fiandre)              | 19                |
| Canada                        | 4                 |
| Irlanda                       | 8                 |
| Nuova Zelanda                 | 14                |
| Paesi Bassi                   | 14                |
| Regno Unito                   | 11                |
| Stati Uniti                   | 6                 |
| Stati Uniti (mainstream rock) | 1                 |

### Classifiche di fine anno
| Classifica (1985) | Posizione |
| ----------------- | --------- |
| Canada            | 44        |
| Stati Uniti       | 66        |

## Altre versioni
- 2022 —  Nuova interpretazione in studio di Bryan Adams per l'album di ri-registrazioni Classic

### Colonna sonora
- 2002 — è stata inserita nella colonna sonora del videogioco Grand Theft Auto: Vice City

### Cover
Nel corso degli anni sono state effettuate numerose cover del brano, fra cui:
- 1992 — versione realizzata dalla band dance britannica Rage. Ha raggiunto la terza posizione della UK Singles Chart, ben otto posizioni in più della versione originale di Adams.[20]
- 2009 — Viva di Bananarama, la canzone è presente nella versione Deluxe Expanded Edition.
- 2007 — Jørn Lande, presente nella versione giapponese di Unlocking the Past.
- 2011 — Versione realizzata dai The Midway State per la mini serie Camelot.
- 2012 — Run di Flo Rida.
- 2016 — Versione realizzata dai Sonata Arctica,  la canzone è presente come traccia bonus dell'edizione limitata dell'album The Ninth Hour.